# Дунароба (Терни)
Дунароба је насеље у Италији у округу Терни, региону Умбрија.
Према процени из 2011. у насељу је живело 203 становника. Насеље се налази на надморској висини од 441 м.